# Chlorocodia olivescens
Chlorocodia olivescens là một loài bướm đêm trong họ Noctuidae.